# Li Huayun
Li Huayun (李华筠S, Lǐ HuáyúnP; Yantai, 22 settembre 1963) è un ex calciatore cinese, di ruolo centrocampista.

## Carriera

### Nazionale
Ha rappresentato la nazionale cinese alla Coppa d'Asia nel 1984.